# エドワード・ベンティンク
エドワード・チャールズ・キャヴェンディッシュ・ベンティンク卿（英語: Lord Edward Charles Cavendish Bentinck、1744年3月3日 – 1819年10月8日）は、イギリスの庶民院議員（在任：1766年 – 1802年）。兄に首相の第3代ポートランド公爵ウィリアム・キャヴェンディッシュ＝ベンティンクがいる。

## 生涯
第2代ポートランド公爵ウィリアム・ベンティンクと、マーガレット・ハーレー（1715年3月11日 – 1785年7月17日、第2代オックスフォード＝モーティマー伯爵エドワード・ハーレーの娘）の次男として、1744年3月3日に生まれた。1754年よりウェストミンスター・スクールで教育を受けた後、1761年11月7日にオックスフォード大学クライスト・チャーチに入学、1764年から1766年までグランドツアーに出てフランス、オランダ、ドイツを旅した。
1766年12月にルイス選挙区の補欠選挙で当選して庶民院議員に就任するものの、議会への興味はなく、翌年2月には早くも投票しなかったことについて兄の第3代ポートランド公爵ウィリアム・キャヴェンディッシュ＝ベンティンクに文句を言われ、3月に「二度と議員を務めない」と返答した。1768年イギリス総選挙でポートランド公爵と第5代準男爵サー・ジェームズ・ラウザーがカーライル選挙区の議席をめぐって激しく争ったとき、ポートランド側の候補として出馬して当選を果たしたが、同年11月にはパリに行き、以降1771年までの3年間のほとんどをパリで過ごした。
1774年イギリス総選挙でノッティンガム選挙区から出馬して、得票数3位（911票）で落選したが、翌年1月にノッティンガムシャー選挙区の補欠選挙で当選、以降1796年まで同選挙区の議員を務めた。兄から何度も借金したため、その代償として議員就任を承諾したものの、議会での演説は1780年2月18日の1度きりであり、それ以外は黙って兄の指示に従い投票した。1796年イギリス総選挙でクリセロー選挙区に鞍替えして再選したのち、1802年に議員を退任した。
晩年は経済上の理由によりブリュッセルで過ごし、1819年10月8日に同地で死去した。

## 家族
1782年12月28日、エリザベス・カンバーランド（Elizabeth Cumberland、1837年没、劇作家リチャード・カンバーランドの娘）と結婚、2男2女をもうけた。
- ウィリアム・ハリー・エドワード（英語版）（1784年2月2日 – 1868年9月29日） - 1814年7月9日、フランシス・コンスタブル（Frances Constable、1862年3月13日没、トマス・コンスタブルの娘）と結婚
- キャベンディッシュ・チャールズ（1785年 – 1809年）
- ハリエット・エリザベス（1862年12月31日没） - 1809年、第4代準男爵サー・ウィリアム・ミルナー（1855年3月24日没）と結婚
- シャーロット・ジョージアナ・ソフィア（1819年11月6日没） - 1814年、サー・ロバート・ガレット（英語版）と結婚